# Hakim Traoré
Hakim Traoré (* 27. Mai 2001 in Osnabrück) ist ein deutsch-togoischer Fußballspieler.

## Karriere
2012 wechselte Traoré von Rasensport Osnabrück zum VfL Osnabrück, wo er bis 2020 alle übrigen Jugendstationen durchlief. Im Juli 2020 rückte er in die 1. Mannschaft auf und wurde im September 2020 in die Regionalliga Nord zum VfB Oldenburg ausgeliehen. In dieser Spielzeit 2020/21 lief Traoré siebenmal für Oldenburg in der Liga auf und absolvierte dazu noch zwei Spiele im Niedersachsenpokal. Schließlich kehrte er im Sommer 2021 zum VfL Osnabrück zurück.
Am 18. August 2021 kam er beim Nachholspiel des 1. Spieltags der 3. Liga zu seinem Debüt in der 1. Mannschaft. Bei dieser 0:1-Niederlage gegen den MSV Duisburg kam Traoré in der 87. Spielminute für Ulrich Taffertshofer aufs Feld. Dies blieb allerdings sein einziger Einsatz und so wurde er in der Winterpause an die Sportfreunde Lotte abgegeben.
In der Rückrunde der Spielzeit 2021/2022, kam er auf insgesamt 15 Einsätze in der Regionalliga West für die Sportfreunde Lotte. Im Sommer 2022 wechselte er innerhalb der Liga zum SV Lippstadt 08.

## Sonstiges
Sein älterer Bruder Omar Haktab Traoré (* 1998) ist ebenfalls Fußballprofi.